# Open di Francia 2023 - Quad doppio
Sam Schröder e Niels Vink erano i campioni in carica. Durante questa edizioni sono stati sconfitti dalla coppia Andy Lapthorne e Donald Ramphadi in semifinale con il punteggio di 4-6, 6-4, [10-6]. Gli stessi Lapthorne e Ramphadi trionfano battendo in finale la coppia Heath Davidson e Robert Shaw con il punteggio di 1-6, 6-2, [10-3]. 

## Teste di serie
1. Sam Schröder /  Niels Vink (semifinale)

1. Heath Davidson /  Robert Shaw (finale)

## Tabellone

### Legenda
| - Q = Qualificato - WC = Wild card - LL = Lucky loser | - ALT = Alternate - SE = Special Exempt - PR = Protected Ranking | - w/o = Walkover - r = Ritirato - d = Squalificato |

|  | Semifinali | Semifinali                     | Semifinali | Semifinali | Semifinali |  |  | Finale | Finale                         | Finale | Finale | Finale |  |
|  |            |                                |            |            |            |  |  |        |                                |        |        |        |  |
|  | 1          | Sam Schröder Niels Vink        | 6          | 4          | [6]        |  |  |        |                                |        |        |        |  |
|  |            | Andy Lapthorne Donald Ramphadi | 4          | 6          | [10]       |  |  |        | Andy Lapthorne Donald Ramphadi | 1      | 6      | [10]   |  |
|  |            | Koji Sugeno David Wagner       | 67         | 6          | [1]        |  |  | 2      | Heath Davidson Robert Shaw     | 6      | 2      | [3]    |  |
|  | 2          | Heath Davidson Robert Shaw     | 7          | 4          | [10]       |  |  |        |                                |        |        |        |  |